# NGC 6062
NGC 6062 é uma galáxia espiral barrada (SBbc) localizada na direcção da constelação de Hercules. Possui uma declinação de +19° 46' 37" e uma ascensão recta de 16 horas, 06 minutos e 22,9 segundos.
A galáxia NGC 6062 foi descoberta em 20 de Junho de 1884 por Édouard Jean-Marie Stephan.